# Жутооки пингвин
Жутооки пингвин (лат. Megadyptes antipodes) је врста пингвина која живи на Новом Зеланду. Иако се раније мислило да је ова врста сродна патуљастом пингвину, молекуларна истраживања су показала да је сроднија роду Eudyptes. Као и већина других пингвина, углавном се храни рибом.
Жутооки пингвини се легу око Јужног острва, као и око острвâ Стјуарт, Окландских и Кемпбелских острвâ. Колоније ових пингвина на полуострву Отаго такође представљају популарно туристичко одредиште гдје их туристи могу посматрати изблиза, из скровишта, тунела и канала, тако да их пингвини не могу видјети.

## Таксономија
Жутооки пингвин представља једину преживјелу врсту из рода Megadyptes. (Мања, недавно изумрла врста Megadyptes waitaha, је откривена 2008. године) Иако се раније мислило да је ова врста сродна патуљастом пингвину, молекуларна истраживања су показала да је сроднија роду Eudyptes. На основу генетских доказа заснованих на проучавању митохондрија и језгра ћелија, може се претпоставити да се ова врста одвојила од рода Eudyptes прије око 15 милиона година.
Жутооке пингвине први су описали Жак Бернард Хомброн и Оноре Жакино, 1841. године. На маорском језику, зову се „Хоихо“.

## Физичке особине
Жутооки пингвин је релативно крупан пингвин, у просјеку висок 75 центиметара и тежак 6,3 килограма. Током године тежина варира, при чему је највећа, 7 до 8 килограма, пред митарење, а најмања 5 до 6 килограма, након митарења.
Имају блиједо-жуту главу и још бљеђе жуте дужице очију. Брада и грло су прекривени смеђим до црним перјем. Од очију до иза главе се пружа свијетло-жута трака. Младунци имају више сиву главу без споменуте траке, а очи им имају сиве дужице.
Жутооки пингвин може дуго живјети; неке јединке и 20 година. Мужјаци углавном дуже живе него женке, што води ка односу полова 2:1 за мужјаке у узрастима од 10 до 12 година.

## Распрострањеност
Гнијезде се углавном у оближњим шумама, на падинама и јаругама, или на самој обали мора. Такве области се могу наћи у малим заливима или на ртовима већих залива. Откако су пингвини врсте Megadyptes waitaha изумрли прије неколико стотина година, области гнијежђења жутооких пингвина су се прошириле са субантарктичких острва на главна острва Новог Зеланда.

### Угроженост
Тренутни статус жутооких пингвина је „угрожени“. Процјењује се да их има укупно око 4000. Сматрају се најрјеђом врстом пингвина. Главни узроци угрожености су погоршавање животне средине и новоуведене врсте предатора. Жутооки пингвини су можда најстарија жива врста пингвина.

## Инциденти
У прољеће 2004. године, дотад непозната болест је убила око 60% младунаца жутооких пингвина на полуострву Отаго и у сјеверним дијеловима Отага. Болест је повезивана са инфекцијом бактерија из рода Corynebacterium, које такође изазивају дифтерију код људи. Недавно је описана као дифтерични стоматитис. Међутим, чини се да је ово била само секундарна инфекција; примарни узрок болести остао је непознат. Слична болест је узроковала проблеме и код популације пингвина на острву Стјуарт.

## Понашање
Жутооки пингвини углавном лове 7 до 13 километара далеко од обале, путујући у просјеку око 17 километара од мјеста гнијежђења. Напуштају колонију у зору, враћајући се увече истог дана да би хранили младе, премда се може десити да буду одсутни и по 2-3 дана, ловећи на пучини.

### Исхрана
Док лове, роне на дубине од 20 до 60 метара, при чему је просјек 34 метра. Око 90% исхране жутооких пингвина чини риба, а главоношци, попут неких врста сипа, представљају остатак. 49% исхране младунаца, међутим, чине главоношци.

### Размножавање
Да ли се жутооки пингвини размножавају у колонијама, још увијек је отворено питање. Већина антарктичких пингвина се гнијезди у великим скупинама велике густине (видјети нпр. велике колоније царских пингвина). У супротности с тим, жутооки пингвини се гнијезде ван видокруга један од другог. Могу се видјети како долазе у близину обале у групама од 4-6 или више јединки, а затим се удаљавају један од другог. Истраживачи пингвина на Новом Зеланду се слажу да је боље користити термин „хабитат“ него „колонија“, кад се говори о областима гнијежђења жутооких пингвина.

## Пингвини и људи

### Туризам
Постоји неколико мјеста на копну Новог Зеланда гдје се може доћи и видјети жутооке пингвине на обали. То су плаже Оамару, светионик Моераки, неколицина плажа близу Дунедина, и Катлинс. Такође, на полуострву Отаго постоји могућност да их туристи посматрају са скривених положаја, тако да их пингвини не могу видјети.

### Очување
У новембру 2007. године, министарство очувања животне средине Новог Зеланда и Задужбина жутооких пингвина су отворили резерват који штити преко 10% копнене популације.

### Утицај на културу
- Жутооки пингвин се налази на задњој страни новозеландске новчанице од 5 долара.
- Жутооки пингвин је маскота кампање за промовисање рециклаже града Дунедина.
- У филму „Фарса пингвина“ (енгл. Farce of the Penguins), жутооки пингвини се жале на глобално загријавање. Иронично, у природној средини ових пингвина никад нема снијега.